# Senyoria de Galard
La senyoria de Galard fou una jurisdicció feudal de Gascunya, a la comarca de Galard, prop de Condom, al departament del Gers.
Va sorgir d'una divisió del Ducat de Gascunya. A la mort de Sanç IV el seu fill Donat que era vescomte de Gascunya va rebre les terres d'Agenès, Lomanha i Galard. La línia va continuar amb el seu fill Odó, vescomte de Gascunya (?-1009) el germà del qual Donat va rebré el Comtat d'Agen, i el fill d'Odó, Arnau I (1009-1021). El seu fill Arnau II fou el primer vescomte de Lomanha (1021-1059) i el seu germà Garcia va rebre les terres de Galard, i es va titular senyor de Galard iniciant una nissaga. Els senyors de Galard foren protectors de l'abadia de Condom. Guerau de Galard es va casar el 1250 amb Elionor d'Armanyac que li va aportar la senyoria de Brassac (al departament de Tarn i Garona) i des de llavors els senyors de Galard es van dir de Galard de Brassac. Francesc de Galard de Brassac es va casar el 1508 amb Joana de Bearn, filla de Joan de Bearn vescomte de Foix i des de llavors es van dir Galard de Bearn. Aquest matrimoni va continuar amb la descendència fins a la revolució i encara després van portar el títol. La darrera possessió La Rochebeaucourt va ser venuda el 1892 al comte d'Oksza.

## Llista de senyors
- Donat 977-?
- Odó ?-1009
- Arnau I 1009-1021
- Garcia 1021-vers 1062
- Bernat 1062-1100
- Guillem I vers 1100-1140
- Montasin 1140-1195
- Aissieu I 1195-1210
- Guillem II 1210-1236
- Aissieu II 1236-1250
- Aissieu III 1250-1271
- Guerau I (fill) 1271-?
- Guerau II (germà d'Aissieu III) vers 1280-1300
- Bertran I vers 1300-1330
- Bertran II vers 1330-1350
- Joan II 1350-1391
- Bertran III 1391-1446
- Joan II 1446-1490
- Hug (dit Hug de La Valetta) 1490- vers 1508
- Francesc vers 1508-1552
- Ramon 1552-1612
- Joan, 1612-1645
- Lluís 1645-1647
- Alexandre 1647-1690 (senyor de Salles i Genté)
- Lluís Alexandre, 1690-1733
- Guillem Alexandre, 1733-1768
- Hilari 1768-1788
- Alexandre Guillem 1788-1789